# Richard Garnett
Richard Garnett (Lichfield, 27 februari 1835 - 13 april 1906) was een geleerde, bibliothecaris, biograaf en dichter.

## Leven en werk
Garnett genoot zijn opleiding op een school in Bloomsbury, waarna hij in 1851 aan de slag ging als assistent-bibliothecaris van het British Museum. In 1875 werd hij toezichthouder van de Reading Room, in 1881 redacteur van de General Catalogue of Printed Books en van 1890 tot aan zijn pensionering in 1899 Keeper of Printed Books (de hoofdverantwoordelijke).
Garnetts literaire werk omvat talrijke vertalingen uit het Grieks, Duits, Italiaans, Spaans en Portugees. Daarnaast schreef hij dichtbundels, een boek korte verhalen (The Twilight of the Gods, 1888), biografieën van onder meer Thomas Carlyle, John Milton en William Blake, The Age of Dryden (1895), History of Italian Literature; English Literature: An Illustrated Record (met Edmund Gosse) en veel artikelen voor encyclopedieën en de Dictionary of National Biography.
Garnett ontdekte en redigeerde ook een paar ongepubliceerde gedichten van Percy Bysshe Shelley (Relics of Shelley, 1862). Zijn gedicht Where Corals Lie werd op muziek gezet door Edward Elgar als onderdeel van diens muzikale verzameling Sea Pictures. Deze werd in 1899 voor het eerst uitgevoerd. The Twilight of the Gods and Other Tales werd opgenomen in de Thinker's Library.
- Bibsys: 90509201
- Biblioteca Nacional de España: XX902496
- Bibliothèque nationale de France: cb12031570v (data)
- Catàleg d'autoritats de noms i títols de Catalunya: 981058515574806706
- Gemeinsame Normdatei: 118914073
- International Standard Name Identifier: 0000 0003 6855 3966
- Library of Congress Control Number: n79059978
- Nationale Bibliotheek van Letland: 000130241
- MusicBrainz: f38b775c-dec5-4abc-829a-f5fcbc4cb352
- Nationale Bibliotheek van Tsjechië: xx0026546
- Nationale bibliotheek van Australië: 35113726
- Nationale Bibliotheek van Israël: 987007296943305171
- Nederlandse Thesaurus van Auteursnamen: 068457618
- SNAC: w6v40v09
- Système universitaire de documentation: 028490150
- Trove: 830565
- Virtual International Authority File: 56625067
- WorldCat: E39PBJd3K9w6yPqFQ4dhYY4Qbd